# 立命館大学理工学部

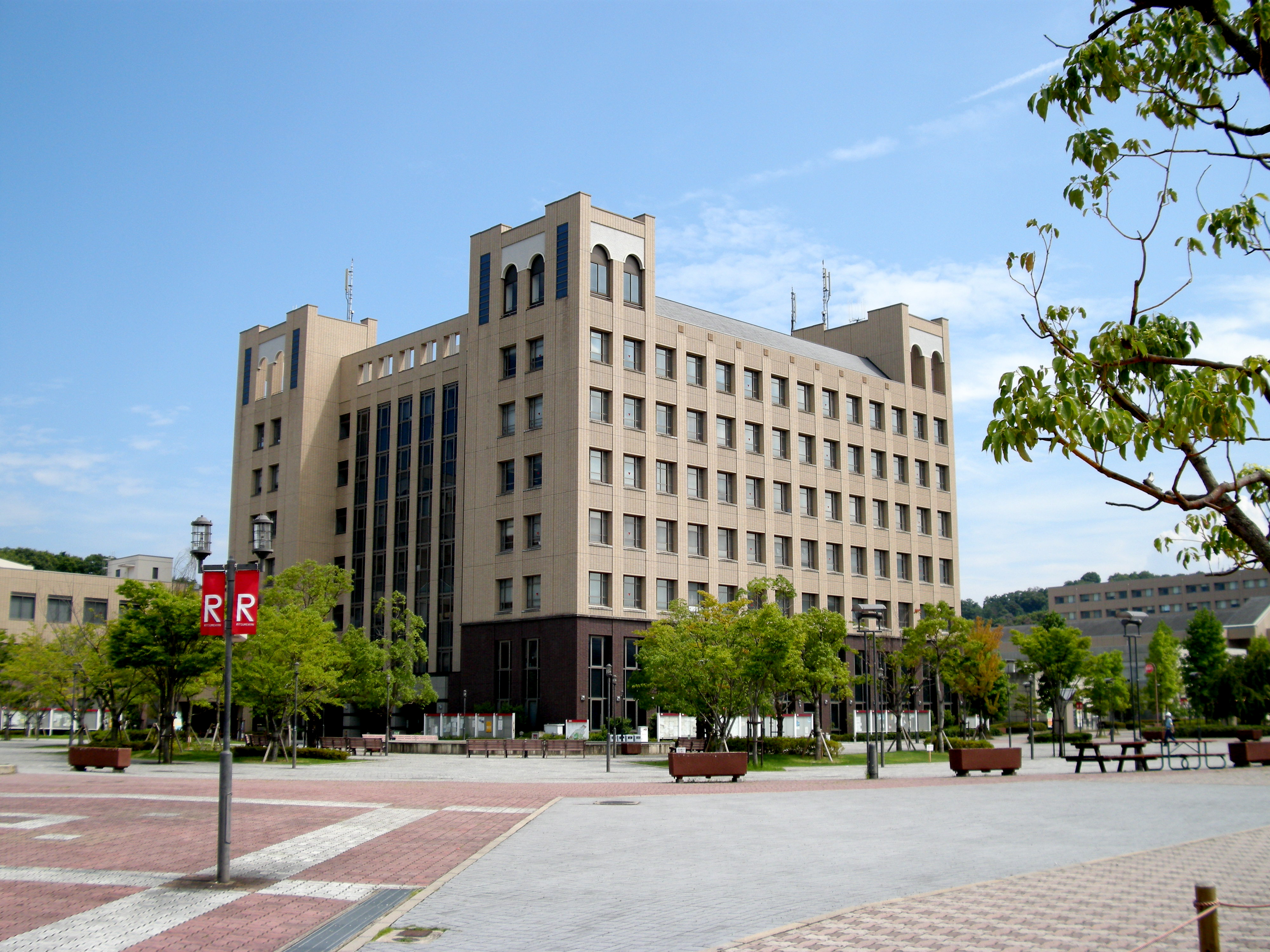
ウエストウイング
（びわこ・くさつキャンパス）

立命館大学理工学部（りつめいかんだいがくりこうがくぶ、英称:College of Science and Engineering）は、滋賀県草津市の「びわこ・くさつキャンパス（BKC）」に設置されている立命館大学の理工学部である。

## 概要
立命館大学理工学部は20世紀初頭創立の「私立電気工業講習所」を前身とし、1949年に設立された学部である。関西地区の総合大学の理工学部としてはもっとも早く設立された伝統を有し、理学と工学の融合した研究・教育を行っている。
立命館大学理工学部では入学後、数学と物理に不安のある全ての学科の学生には、「数学学修相談会」・「物理駆け込み寺」を用意し、数学と物理の基礎学力の向上のために、その専門の教員が中心となって、つまずきやすい点や理解が難しい点を分かりやすく丁寧にサポートしている。
立命館大学理工学部は学生たちの「ものづくり」を支援する為に、「AIOL(All In One Laboratory)」と「工作センター」を学内に用意している。「AIOL」では簡単な機械工作や電子工作、ＣADシステム、3Dプリンター、そしてソフトウェアや人工知能の開発施設が配備され、ハードとソフトが一体となった学生の「ものづくり」を支援している。「工作センター」では機械工作実習の為の旋盤、ボール盤、マシニングセンター、レーザー加工機、溶接機などの工作機械が配備され、より専門性の高い高精度な機械加工の「ものづくり」を支援している。

## 沿革

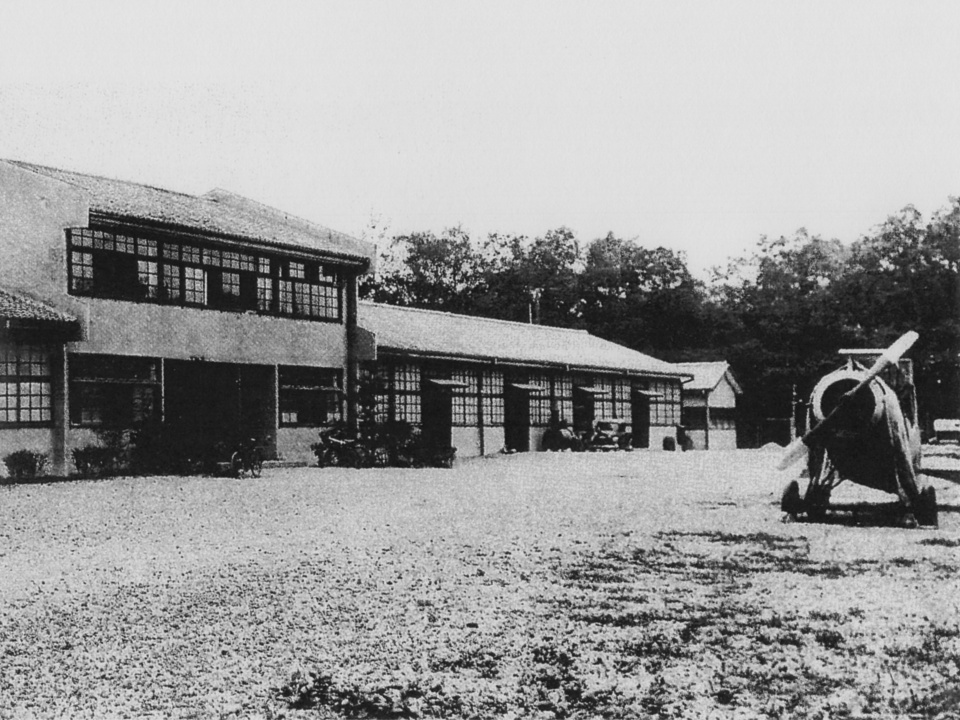
立命館日満高等工科学校

- 1914年 私立電気工業講習所を創設（京大構内）[1]。
- 1938年 私立電気工業講習所を継承し、立命館高等工科学校を開設（北大路学舎）[7]。
- 1939年 立命館日満高等工科学校に改組（4月）。等持院学舎（現在の衣笠キャンパス）に移転（11月）[8]。
- 1940年 日本刀鍛錬所を設置[7]。
- 1942年 立命館日満高等工科学校を「立命館大学専門学部工学科」に改組し、理学科を増設[9]。
- 1944年 専門学部を立命館専門学校に改組[10]。
- 1949年 新制立命館大学に理工学部を設置[2]（数学物理学科・化学科・電気工学科・機械工学科・土木工学科）。
- 1951年 旧制の専門学校廃止[11]。
- 1952年 大学院工学科を設置。
- 1955年 理工学研究所を設立[2]。
- 1964年 理工学部二部を改組し基礎工学科設置。
- 1987年 情報工学科を設置。
- 1993年 電子工学科を電気電子工学科と改称。
- 1994年 新設のびわこ・くさつキャンパス（BKC）に移転[2]。生物工学科・環境システム工学科を設置。情報工学科を情報学科と改称。
- 1996年 光工学科・ロボティクス学科を設置。
- 2000年 数学物理学科を数理科学科・物理科学科に改組。化学科・生物工学科をそれぞれ応用化学科・化学生物工学科と改称。
- 2001年 光工学科を電子光情報工学科と改称。大学院理工学研究科フロンティア理工学専攻を設置。
- 2004年 情報学科が情報理工学部として独立[2]。電子情報デザイン学科・マイクロ機械システム工学科・建築都市デザイン学科を増設。土木工学科を都市システム工学科と改称。
- 2012年 電気電子情報工学科と電子光情報工学科を統合し「電気電子工学科」、電子情報デザイン学科を「電子情報工学科」、機械工学科とマイクロ機械システム工学科を統合して「機械工学科」にそれぞれ再編。
- 2018年 都市システム工学科と環境システム工学科を統合し「環境都市工学科」を開設。

## 学科
- 入学・編入学定員1015人[12]
  - 数理科学科[12]
  - 物理科学科[12]
  - 電気電子工学科[12]
  - 電子情報工学科[12]
  - 機械工学科[12]
  - ロボティクス学科[12]
  - 環境都市工学科[12]
  - 建築都市デザイン学科[12]

## 交通アクセス
びわこ・くさつキャンパス（滋賀県草津市野路東1丁目1-1 ）
- JR南草津駅で下車。そこから近江鉄道バスで20分。

## 著名な出身者

### 政治、行政
- 翫正敏 - 元参議院議員、元正光寺住職
- 森智広 - 四日市市長、元四日市市議会議員
- 井上正嗣 - 宮津市長、元京都府中丹広域振興局副局長
- 天満祥典 - 三原市長、元広島県議会議員
- 山下晃正 - 京都府副知事、京都モデルフォレスト協会副理事長
- 竹本幸夫 - 豊川市長

### 経済
- 岡本光一 - キーエンス元常務取締役、公益社団法人プラザ・コム代表理事
- 木村碩志 - アース製薬元常務
- 佐藤研一郎 - ローム創業者・元社長
- 澤村諭 - ローム社長
- 山本晃則 - キーエンス社長

### マスコミ、ジャーナリズム
- 西谷文和 - ジャーナリスト、平和協同ジャーナリスト大賞
- 榮真樹 - 広島ホームテレビアナウンサー

### 研究
- 浅野秀剛 - 美術史、大和文華館館長、あべのハルカス美術館館長
- 大南正瑛 - 工学、元学校法人立命館総長
- 上總康行 - 会計学、京都大学名誉教授
- 小山義一 - 名古屋鉄道技術者
- 羽尻公一郎 - 人工知能、立命館大学准教授
- 文世一 - 経済学、京都大学教授、第15代応用地域学会会長
- 毛利公一 - 情報工学、立命館大学教授
- 山口洋典 - 政策学、立命館大学准教授

### 文化、芸能
- 棚木恒寿 - 歌人、現代歌人協会賞、ながらみ書房出版賞
- 出江寛 - 建築家、第10代日本建築家協会会長、吉田五十八賞
- 隅谷正峯 - 刀匠、人間国宝、紫綬褒章、中日文化賞
- 史佳Fumiyoshi - 津軽三味線奏者
- 日浦孝則 - ミュージシャン、元classメンバー
- 黒田義之 - 映画監督、文部大臣賞、日本映画記者金賞
- 横山直弘 - 感覚ピエロヴォーカル
- ねぎ - お笑いコンビ「ミヤコジマ」メンバー

### スポーツ
- 木曽一 - ラグビー選手、元ラグビーワールドカップ日本代表